# Tägerig
Tägerig é uma comuna da Suíça, no Cantão Argóvia, com cerca de 1.261 habitantes. Estende-se por uma área de 3,30 km², de densidade populacional de 382 hab/km². Confina com as seguintes comunas: Hägglingen, Mellingen, Niederwil, Stetten, Wohlenschwil.
A língua oficial nesta comuna é o Alemão.